# Promozione Abruzzo 1983-1984
Nella stagione 1983-1984 la Promozione era sesto livello del calcio italiano (il massimo livello regionale). Qui vi sono le statistiche relative al campionato in Abruzzo.
Il campionato è strutturato in vari gironi all'italiana su base regionale, gestiti dai Comitati Regionali di competenza. Promozioni alla categoria superiore e retrocessioni in quella inferiore non erano sempre omogenee; erano quantificate all'inizio del campionato dal Comitato Regionale secondo le direttive stabilite dalla Lega Nazionale Dilettanti, ma flessibili, in relazione al numero delle società retrocesse dal Campionato Interregionale e perciò, a seconda delle varie situazioni regionali, la fine del campionato poteva avere degli spareggi sia di promozione che di retrocessione.

## Squadre partecipanti
| Club                     | Città                         |
| ------------------------ | ----------------------------- |
| A.C. Alba Adriatica      | Alba Adriatica (TE)           |
| A.S. Angizia             | Luco dei Marsi (AQ)           |
| U.S. Capistrello         | Capistrello (AQ)              |
| S.S. Guardiavomano       | Notaresco (TE)                |
| Pol. Hatria              | Atri (TE)                     |
| S.S. Lycia               | Lecce nei Marsi (AQ)          |
| Pol. Monte Velino        | Magliano dei Marsi (AQ)       |
| S.C. Montorio            | Montorio al Vomano (TE)       |
| A.S. Morro d'Oro         | Morro d'Oro (TE)              |
| F.C. Nereto              | Nereto (TE)                   |
| A.S.C. Notaresco         | Notaresco (TE)                |
| A.S. Olimpia             | Celano (AQ)                   |
| S.S. Ortigia             | Ortucchio (AQ)                |
| G.S. Paganica            | L'Aquila                      |
| A.S. Santegidiese Calcio | Sant'Egidio alla Vibrata (TE) |
| S.S. Tagliacozzo         | Tagliacozzo (AQ)              |

### Classifica finale
|  | Pos. | Squadra         | Pt | G  | V  | N  | P  | GF | GS | DR  |
|  | ---- | --------------- | -- | -- | -- | -- | -- | -- | -- | --- |
|  | 1.   | Angizia         | 49 | 30 | 20 | 9  | 1  | 47 | 14 | +33 |
|  | 2.   | Lycia           | 41 | 30 | 16 | 9  | 5  | 55 | 21 | +34 |
|  | 3.   | Ortygia         | 38 | 30 | 13 | 12 | 5  | 34 | 26 | +8  |
|  | 4.   | Notaresco       | 37 | 30 | 14 | 9  | 7  | 40 | 26 | +14 |
|  | 5.   | Tagliacozzo     | 34 | 30 | 12 | 10 | 8  | 37 | 33 | +4  |
|  | 6.   | Monte Velino    | 32 | 30 | 11 | 10 | 9  | 32 | 24 | +8  |
|  | 7.   | Capistrello     | 30 | 30 | 9  | 12 | 9  | 30 | 24 | +6  |
|  | 8.   | Olimpia Celano  | 29 | 30 | 9  | 11 | 10 | 23 | 24 | -1  |
|  | 9.   | Montorio Calcio | 28 | 30 | 8  | 12 | 10 | 25 | 31 | -6  |
|  | 9.   | Hatria          | 28 | 30 | 8  | 12 | 10 | 34 | 32 | +2  |
|  | 11.  | Morro d'Oro     | 26 | 30 | 7  | 12 | 11 | 24 | 40 | -16 |
|  | 12.  | Alba Adriatica  | 25 | 30 | 8  | 9  | 13 | 20 | 31 | -11 |
|  | 13.  | Nereto          | 24 | 30 | 5  | 14 | 11 | 21 | 35 | -14 |
|  | 14.  | Paganica        | 21 | 30 | 5  | 11 | 14 | 28 | 45 | -17 |
|  | 15.  | Santegidiese    | 20 | 30 | 4  | 12 | 14 | 24 | 46 | -22 |
|  | 16.  | Guardiavomano   | 18 | 30 | 4  | 10 | 16 | 20 | 42 | -22 |

## Squadre partecipanti
| Club                    | Città                    |
| ----------------------- | ------------------------ |
| Pol. Ate Tixa           | Atessa (CH)              |
| A.S. Altinese           | Altino (CH)              |
| A.S. Casoli             | Casoli (TE)              |
| S.S. Castellamare PE 74 | Pescara                  |
| A.S. Guardiagrele       | Guardiagrele (CH)        |
| A.C. Ortona             | Ortona (CH)              |
| U.S. Pratola Peligna    | Pratola Peligna (AQ)     |
| S.S.C. Sambuceto Globo  | Chieti                   |
| S.S. San Franco         | Francavilla al Mare (CH) |
| U.S. Scaloriver         | Chieti (CH)              |
| S.P. Silvi              | Silvi (TE)               |
| S.S. Sulmona            | Sulmona (AQ)             |
| U.S. Termoli            | Termoli (CB)             |
| A.S. Tollo              | Tollo (CH)               |
| A.C. Ursus San Donato   | Pescara                  |
| A.C. Vasto 82           | Vasto (CH)               |

### Classifica finale
|  | Pos. | Squadra             | Pt | G  | V  | N  | P  | GF | GS | DR  |
|  | ---- | ------------------- | -- | -- | -- | -- | -- | -- | -- | --- |
|  | 1.   | Vasto '82           | 48 | 30 | 21 | 6  | 3  | 53 | 20 | +33 |
|  | 2.   | Termoli             | 41 | 30 | 16 | 9  | 5  | 34 | 14 | +20 |
|  | 3.   | Tollo               | 39 | 30 | 16 | 7  | 7  | 40 | 29 | +11 |
|  | 4.   | Sulmona             | 37 | 30 | 14 | 9  | 7  | 43 | 17 | +26 |
|  | 5.   | Silvi Marina        | 36 | 30 | 13 | 10 | 7  | 39 | 24 | +15 |
|  | 6.   | Scaloriver          | 32 | 30 | 11 | 10 | 9  | 35 | 34 | +1  |
|  | 6.   | Guardiagrele        | 32 | 30 | 9  | 14 | 7  | 43 | 32 | +11 |
|  | 8.   | Castellamare PE '74 | 28 | 30 | 10 | 8  | 12 | 31 | 38 | -7  |
|  | 8.   | Sambuceto Globo     | 28 | 30 | 9  | 10 | 11 | 18 | 28 | -10 |
|  | 8.   | Casoli              | 28 | 30 | 10 | 8  | 12 | 25 | 23 | +2  |
|  | 8.   | Altinese            | 28 | 30 | 9  | 10 | 11 | 28 | 27 | +1  |
|  | 12.  | Ate Tixa            | 27 | 30 | 10 | 7  | 13 | 32 | 34 | -2  |
|  | 13.  | Pratola Peligna     | 26 | 30 | 8  | 10 | 12 | 28 | 42 | -14 |
|  | 14.  | Ortona              | 22 | 30 | 5  | 12 | 13 | 18 | 27 | -9  |
|  | 15.  | San Franco          | 18 | 30 | 6  | 6  | 18 | 19 | 54 | -35 |
|  | 16.  | Ursus San Donato    | 10 | 30 | 2  | 6  | 22 | 17 | 60 | -43 |

|         | Spareggi |          | Città e data           |  |
| ------- | -------- | -------- | ---------------------- |  |
| Angizia | ?-?      | Vasto 82 | Atri, data ignota 1984 |  |

### Verdetti finali
- Vennero promosse nel campionato Interregionale L'Angizia Luco e il Vasto 82 vincitrici dei rispettivi gironi (lo spareggio tra Angizia e Incoronata Vasto ci fu nella stagione 1981- 82)
- ??? è promosso al Campionato Interregionale 1984-85.
- ??? è stato ammesso al Campionato Interregionale per delibera della Lega Nazionale Dilettanti.